# Trung tâm Huấn luyện Quốc gia Quang Trung

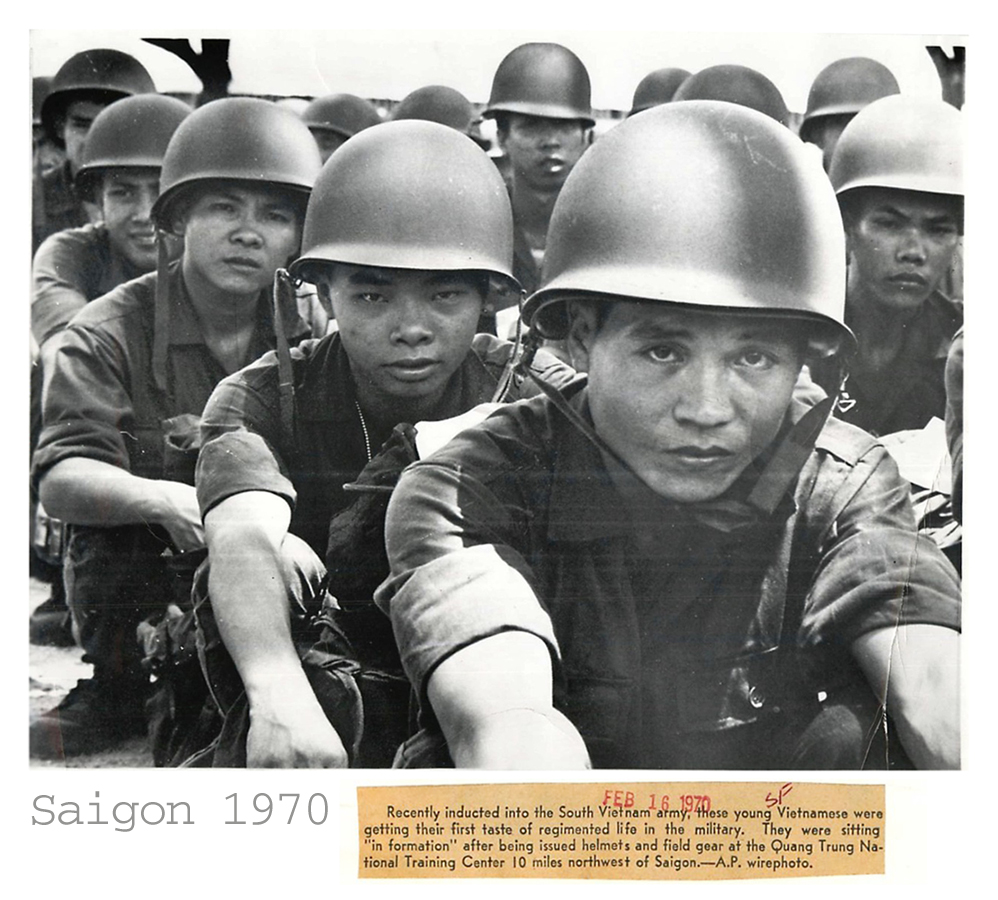
Tân binh đang luyện tập năm 1970

Trung tâm Huấn luyện Quang Trung (1953–1975), (tiếng Anh: Quang Trung National Training Center, QTNTC) là một Quân trường cấp Quốc gia, trực thuộc Tổng cục Quân huấn trong hệ thống điều hành của Bộ Tổng tham mưu. Trung tâm tọa lạc tại địa phận Quán Tre, quận Hóc Môn, tỉnh Gia Định với mục đích đào tạo quân nhân và binh sĩ cho Quân lực Việt Nam Cộng hòa.
- Bài ca chính thức: Quang Trung hành khúc.[1]

## Lịch sử hình thành
Trung tâm được thành lập ngày 1 tháng 4 năm 1953 với danh xưng ban đầu là Trung tâm Huấn luyện Quán Tre. Trên danh nghĩa là Quân trường của Quân đội Quốc gia nhưng vẫn do Quân đội Pháp điều hành huấn luyện và Chỉ huy trưởng. Đến năm 1954 mới chuyển cho Quân đội Quốc gia điều hành và huấn luyện.
Ngày 1 tháng 6 năm 1955, Trung tâm được đổi tên thành Trung tâm Huấn luyện số 1. Ngày 1 tháng 6 năm 1957, để kỷ niệm vị Anh Hùng Dân tộc vua Quang Trung, Tổng thống Ngô Đình Diệm ra quyết định cải danh Trung tâm thành Trung tâm Huấn luyện Quốc gia Quang Trung.
Trung tâm Huấn luyện Quang Trung là xương sống của Quân đội. Chuyên đào tạo và huấn luyện tới 80% các binh sĩ tình nguyện và tân binh quân dịch, cung cấp cho các quân, binh chủng trong Quân lực Việt Nam Cộng hòa. Thông thường các khóa sinh được huấn luyện trong thời gian là 3 tháng.
Ngoài ra, Trung tâm còn đảm nhận huấn luyện giai đoạn 1 (căn bản quân sự) cho các khóa sinh dự bị hạ sĩ quan, sinh viên dự bị dĩ quan để sau đó gởi đến các trường chuyên ngành, Trường Bộ binh Thủ Đức hoặc Trường hạ sĩ quan Nha Trang, học tiếp giai đoạn 2 để trở thành hạ sĩ quan và sĩ quan. Ngoài ra Trung tâm còn huấn luyện các khóa học do Bộ Tổng tham mưu, Tổng cục Quân huấn giao phó.
Có những giai đoạn Trung tâm cùng với Trung tâm Huấn luyện Quốc gia Lam sơn đảm nhận luôn việc đào tạo hạ sĩ quan (Quang Trung trách nhiệm Quân khu 3 và 4, Lam Sơn trách nhiệm Quân khu 1 và 2, thời gian khóa sinh thụ huấn là 6 tháng)
Trung tâm Huấn luyện Quang Trung đã tròn trách nhiệm của mình cho đến ngày 30 tháng 4 năm 1975 thì chấm dứt nhiệm vụ và giải tán.

## Bộ chỉ huy TTHL Quang Trung tháng 4/1975
| Stt | Họ và tên                       | Cấp bậc     | Chức vụ         | Chú thích |
| --- | ------------------------------- | ----------- | --------------- | --------- |
| 1   | Trần Bá Di Võ bị Đà Lạt K5      | Thiếu tướng | Chỉ huy trưởng  |           |
| 2   | Nguyễn Văn Huấn Võ bị Đà Lạt K3 | Đại tá      | Chỉ huy phó     |           |
| 3   | Phạm Văn Hưởng Võ bị Huế K2     | Đại tá      | Tham mưu trưởng |           |

## Chỉ huy trưởng qua các thời kỳ
| Stt | Họ và Tên                                        | Cấp bậc     | Tại chức        | Chú thích |
| --- | ------------------------------------------------ | ----------- | --------------- | --- |
| 1   | Trần Tử Oai Võ bị Tông Sơn Tây                   | Trung tá    | 01/1954-12/1955 | Sau cùng là Tổng trưởng Thông tin. Giải ngũ năm 1965 ở cấp Thiếu tướng                                           |
| 2   | Lâm Văn Phát Võ bị Liên quân Viễn Đông           | Trung tá    | 1/1956-1/1957   | Sau cùng là Trung tướng Tư lệnh Biệt khu Thủ đô                                                                  |
| 3   | Nguyễn Ngọc Lễ Trường Hạ sĩ quan Pháp            | Trung tướng | 1/1957-08/1958  | Giải ngũ năm 1965                                                                                                |
| 4   | Hồ Văn Tố Võ bị Quốc gia Huế                     | Đại tá      | 08/1958-01/1959 | Đột ngột từ trần (đột tử) tại tư thất đêm 19 tháng 5 năm 1962                                                    |
| 5   | Mai Hữu Xuân Liêm phóng Pháp                     | Thiếu tướng | 01/1959-11/1963 | Sau cùng giữ chức Phụ tá Tổng tư lệnh Quân lực (Tổng tham mưu trưởng). Giải ngũ năm 1965 ở cấp Trung tướng       |
| 6   | Đặng Thanh Liêm Võ bị Liên quân Viễn Đông Đà Lạt | Đại tá      | 11/1963-02/1964 | Sau cùng giữ chức Tư lệnh Sư đoàn 5 BB. Giải ngũ năm 1965 ở cấp Thiếu tướng                                      |
| 7   | Phạm Văn Liễu Võ bị Lục quân Chapa, Yên Bái      | Trung tá    | 02/1964-03/1964 | Sau cùng giữ chức Tham vấn Hòa đàm Paris. Giải ngũ cấp Đại tá                                                    |
| 8   | Nguyễn Thanh Sằng Võ bị Huế K2                   | Đại tá      | 03/1964-07/1964 | Sau cùng là Thiếu tướng Tư lệnh phó Quân đoàn IV. Giải ngũ năm 1973                                              |
| 9   | Vũ Ngọc Tuấn Võ khoa Nam Định                    | Trung tá    | 07/1964-10/1964 | Sau cùng là Đại tá Tham mưu trưởng Quân đoàn III                                                                 |
| 10  | Nguyễn Văn Vỹ Võ bị Tông Sơn Tây                 | Thiếu tướng | 10/1964-11/1966 | Sau cùng giữ chức Tổng trưởng Quốc phòng. Giải ngũ năm 1973                                                      |
| 11  | Lê Ngọc Triển Võ bị Huế K2                       | Đại tá      | 11/1964-08/1969 | Sau cùng là Thiếu tướng Tham mưu phó Bộ Tổng tham mưu                                                            |
| 12  | Hoàng Văn Lạc Võ bị Huế K2                       | Thiếu tướng | 08/1969-06/1972 | Sau cùng là Thiếu tướng Tư lệnh phó Lãnh thổ Quân khu 1                                                          |
| 13  | Đoàn Văn Quảng Võ bị Pháp                        | Thiếu tướng | 6/1972-1/1973   | Sau cùng là Thiếu tướng Phụ tá cho Tham mưu trưởng Bộ Tổng tham mưu                                              |
| 14  | Phạm Văn Phú Võ bị Đà Lạt K8                     | Thiếu tướng | 01/1973-11/1974 | Sau cùng là Thiếu tướng Tư lệnh Quân đoàn II. Tự sát ngày 30/4/1975                                              |
| 15  | Trần Bá Di                                       | Thiếu tướng | 11/1974-04/1975 | Là một trong 8 tướng lãnh bị tù lưu đày với thời gian lâu nhất (17 năm). -Xem bài: Tướng lãnh VNCH bị tù lưu đày |

## Liên kết
- Chuyện của sinh viên sĩ quan ẩm thực